# 크리티 사논
크리티 사논(힌디어: कृति सैनॉन, 영어: Kriti Sanon, 1990년 7월 27일 ~ )은 인도의 배우, 모델이다. 2022 필름페어상 여우주연상 수상자이다.